# Ceradenia podocarpa
Ceradenia podocarpa är en stensöteväxtart som först beskrevs av William Ralph Maxon, och fick sitt nu gällande namn av Luther Earl Bishop. Ceradenia podocarpa ingår i släktet Ceradenia och familjen Polypodiaceae. Inga underarter finns listade.